# 薛福成

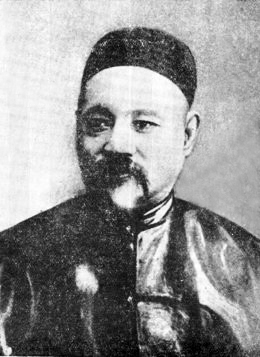

薛福成（1838年4月12日—1894年7月21日），字叔耘，號庸盫，江苏无锡人，清朝政治人物、外交官。

## 生平

### 國內仕途

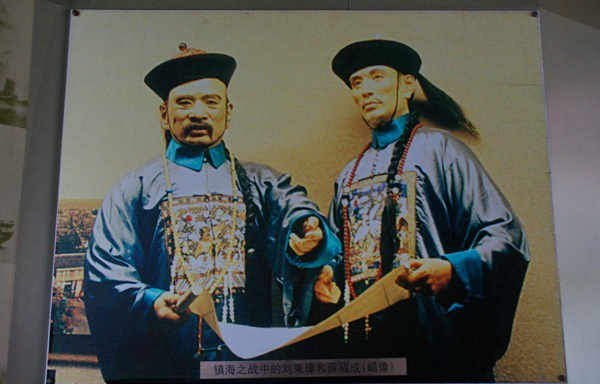
1885年鎮海之戰時的寧紹台道薛福成（右）與浙江巡撫劉秉璋（左）像。

同治四年因上萬言書得曾國藩賞識，入其幕府，後隨李鴻章。同治六年（西元1867年）江南鄉試副榜出身。任寧紹台道五年，光緒十四年（西元1888年）升湖南按察使但未到任。

### 外交官生涯
1889年5月，因出使英国、法国、意大利、比利时四国公使的刘瑞芬三年任满，清廷对薛福成赏二品顶戴，以三品京堂候补的身份担任出使英、法、意、比四国大臣。
1890年1月31日，在“起航”的命令下，“伊拉瓦底”号轮船载着以薛福成为首的外交使团扬帆起航。经过1个多月的海上颠簸，薛福成为首的外交使团终于在光绪十六年二月十六日（1890年3月6日）到达法国马赛港，薛福成舍舟登陆，首次踏上欧洲大陆，实现了盼望已久的睁眼看世界的夙愿。薛福成走马上任的第一件例行公事，是向所在国的元首递交国书，拜会外交部和各国公使。
薛福成按照程序，先后奔波于法、英、比、意诸国，薛福成不卑不亢，举止不凡，各国都表示热烈欢迎，期间，他还到过德国、瑞士等国。薛福成在欧洲各国出席酒宴茶会，听乐观舞，参观访问，观光游历，同西方各界知名人士密切交往，广泛接触，西方的物质文明和精神文明大大开阔了他的视野。他集中精力考察欧洲的社会得失，通过对议院、工厂的考察，他悟出一个道理：欧美国家之所以先进，中国之所以落后，其要本在于制度的不同。 这比他本人在《筹洋刍议》中抒发的识见，大大提高了一步，这时的薛福成已名副其实地成为早期改良思想家。
在形势一片大好中，薛福成自然想到了更多，那就是保护侨胞。薛福成在出使期间，十分关心保护海外侨胞，力争在华侨集中的地区设立领事馆，就近保护，使侨胞在海外少受欺凌和奴役。他起草了给英国外交部的照会，援引国际公法和各国惯例，声明中国有权派遣领事分驻英国属地。
薛福成指出：中国恪守国际公法 ，已允许英国在中国设立了20多处领事馆。根据1869年10月23日中英之间的新定条约，有英国允许中国可派官员驻扎英国及英国属地各口的条款。因此，中国应有权同欧美各国一样派领事公驻英国各地属地。后来，英国不得不在原则上同意薛福成的合理要求。 
在同英国交涉此事的同时，薛福成又向朝廷上了一道《通筹南洋各岛设立领事保护侨民疏》，他在奏疏中向朝廷汇报了海外侨胞在世界各地的分布，以及倍受欺凌剥削的状况，申诉了在各地设立领事馆的必要性和迫切性。在薛福成的努力下，1891年秋天，由薛福成推荐，黄遵宪担任驻新加坡总领事，同时清政府也颁布了几条保护归侨的规定，对于海外华侨，不管出洋已经多久，只要愿意回国谋生置业，一律与内地人民同等看待，绝不允许任何人加以刁难或歧视。 
后来，薛福成又争取到在南洋之槟榔屿设立副领事，以及在缅甸的仰光设立领事馆的权利。领事馆和领事的设置，终于改变了海外侨胞孤苦飘零、控诉无门的悲惨状况，终于实现了侨胞们“树高千丈、叶落归根”的宿愿。在此之中，必然会有些不顺。薛福成在出使期间办的另一件大事是进行滇缅边境界务和商务的谈判。 
1890年6月，薛福成在伦敦的中国驻英使馆打开一叠5年前的卷宗，立即被其中的内容深深吸引了。那是1885年，英国军队侵占缅甸全境，将缅甸成为其殖民地。有云南省（简称滇）与缅甸接邻的中国当然不能不有所表示。于是当时驻英、法大臣曾纪泽便奉命与英国外交部交涉。在交涉中：一是不会侵占靠近中国国境的缅甸地区；二是让滇缅边境上的大金沙江作为两国均可行船的公用之江；三是让中国在大金沙江西的八募附近立商埠、设税关。曾纪泽考虑到自己并不确切了解滇缅边境的情势，因此表示须待了解情况后再定。然而到了1886年，英国驻华公使在北京与清廷总理衙门正式签订的中英缅甸条约中没有将英方对曾纪泽的三点表示列入条约。薛福成对这卷宗分析后认为，英国这样做，是想否认过去的三条协议，以便为它以后进一步侵入中国内地划分滇缅边界埋下伏笔，如果这样，后果严重。薛福成为此照会英国外交部，重申5年前中英双方的三条协议，并要求英国真正履行它在中英缅甸条约中每隔十年英国驻缅甸最大的官员要派人向中国朝贡的条款，如期向中国朝贡。到1891年3月，薛福成正式向朝廷上疏，建议由中国主动提出滇缅界务、商务的谈判，以免等到英国采取进一步行动后强行谈判时受到严重的侵害，并自荐担任中方代表。然而清廷在一开始未予重视，直到1892年初，在薛福成一再陈说利害后才答复同意。但是怎样才能使英国同意进行谈判呢？薛福成掌握了英国在缅甸的工商业家急于同中国通商的心理，便在同英国外交大臣的两次会商中指出，若不划定边界，滇缅之间的商务断难开办。这样，英国外交部为了商业利益，只能改变拖延划界的策略，同意进行划界谈判。 
1892年2月下旬，英国将一份划界的备忘录送到了中国使馆，这个备忘录完全否认三条协议，甚至要将整个中缅界线划中国境内，薛福成在谈判中，从援引国际公法入手，认为大金沙江两岸绵延数千里的野人山，是片“不缅不华”的中间地带，按照国际公法，便应由两国平均分配，中缅边界应如三条协议中表明的以大金沙江为界。 
经过2年的反复谈判。在1894年3月1日薛福成终于代表中国与英国签订了《续议滇缅界务、商务条款》。半个世纪以来的中英交涉，大都是以签订不平等条约而结束，而这次谈判签约，薛福成却以国际公法为依据，既坚韧又灵活，使西洋最强的国家被迫承认中国的合法要求，真是中国办理外交以来的空前成功，光绪皇帝也因而褒奖说：“薛某办事甚好。”

### 去世

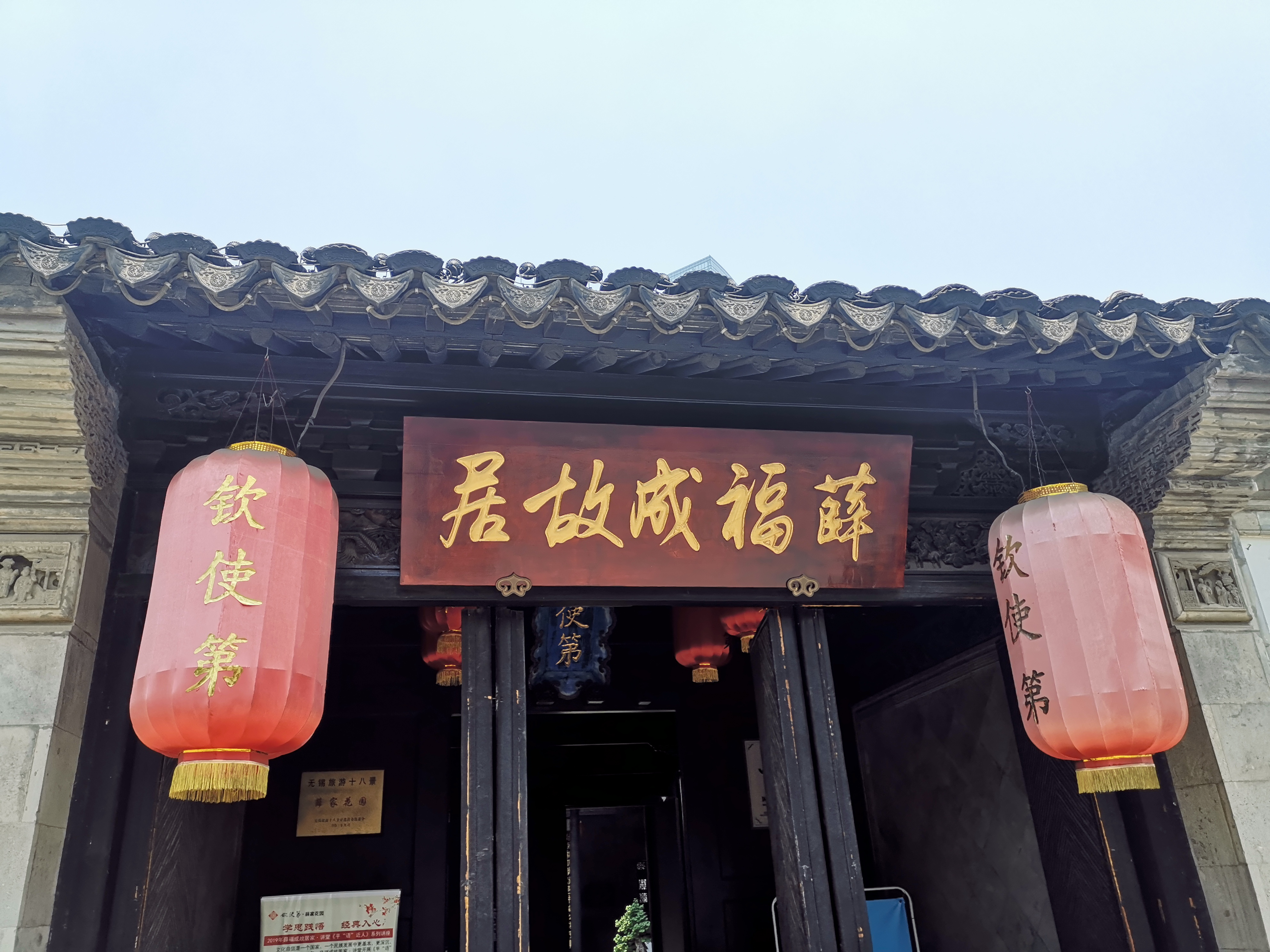
位于江苏无锡的薛福成故居

在57岁时，《续议滇缅界务、商务条款》签订不久，薛福成任职期满，1894年5月25日 晚，他离开巴黎，径往马赛，登上了归国的轮船。7月1日傍晚终于抵达上海。由于薛福成本来就疾病缠身，一路上又饱受红海的酷热和闽洋台风之苦，弄得困顿不堪，所以一到上海就缠绵病榻，7月20日，他忽然感染了流行性疫病，如同雪上加霜，深夜便猝然与世长辞，终年57岁。

## 身后
当时，正值国家多难之秋，甲午中日战争已经开始打响，正需人才的时候却骤失一位栋梁之材，不禁使许多忧国忧民之士十分伤感。20多天后，上海各界人士为薛福成举行了很有声势的出殡仪式，来表示对这位思想家、外交家的哀悼之情。出殡仪式结束后，家人扶着薛福成的灵柩，返回无锡，当年11月间，薛福成安葬在了他的家乡－－太湖之滨的军嶂＜帐＞山麓。

## 家庭
其父薛湘是道光二十五年（西元1845年）进士，曾任湖南安福、新寧縣知縣。其母顧氏出身無錫望族，生六子，薛福成在六個兒子中排行第三，有一個姊姊。大哥薛福辰，咸豐五年（西元1855年）舉人，於光緒元年與徐建寅共同創辦山東機器局，亦精醫術，曾治好慈禧太后的病。二哥薛福同，同治六年（西元1867年）舉人。四弟薛福保，廪生出身，曾任山東巡撫閻敬銘、丁寶楨幕府。五弟薛福礽，六弟薛福庚，事蹟不詳。
有子薛南溟，孙薛观澜（薛汇东）是袁世凯的女婿。

## 著作
薛福成在1879年写出《筹洋刍议》。这部著作约2万字， 分为《约章》、《边防》、《邻交》、《利器》、《敌情》、《藩邦》、《商政》、《船政》、《矿政》、《利权》（一、二、三）。
薛福成出使四國的日記出版為《出使英法義比四國日記》、《出使日記續刻》，後來譯成英文。其著作搜集成《庸庵全集》。光緒二十二年，國史館奉詔為其立傳，他出使的奏疏出版為《庸庵海外文編》、《出使奏疏》。

### 沉船事件
薛福成的《庸庵筆記》詳細記載了1890年上海輪失火，提供了重要史料。該船在江蘇儀徵縣火災，15分钟的火災，死了超过三百人，而船上剛從鎮江碼頭上了100餘人。死者不是燒死則為溺死。當時狂風，又值冬天凌晨，江水甚冷。

## 延伸閱讀
[在维基数据编辑]
 《清史稿·卷446》，出自趙爾巽《清史稿》
 在维基共享资源阅览影像